# Ricomincio da me (programma televisivo)
Ricomincio da me (Jump Shipp) è una serie reality condotta da Josh Shipp, esperto in comportamenti adolescenziali. È andata in onda negli Stati Uniti nel 2011 su Halogen TV, mentre in Italia è attualmente in onda sul canale iLIKE.TV, con un doppiaggio in oversound. Il conduttore in ogni puntata esaudisce il sogno di una persona facendogli fare ciò che ha sempre desiderato, così da renderlo protagonista di una svolta nella sua vita.
Il logo originale del programma è stato lasciato anche nell'edizione italiana, benché sia stato aggiunto "Ricomincio da me" in forma di sottotitolo.
La serie reality è composta da un'unica stagione di 11 episodi.